# 戸谷一夫
戸谷 一夫（とだに かずお、1957年〈昭和32年〉2月3日 - ）は、日本の科技・文科官僚。岐阜県出身。

## 経歴
岐阜県生まれ。鎌倉市立深沢小学校3年次編入。栄光学園中学校・高等学校を経て、1980年、東北大学工学部原子核工学科卒業。
1980年4月1日：科学技術庁入庁。
1989年：経済協力開発機構原子力機関派遣。
1992年：経済協力開発機構原子力機関派遣終了。
科学技術庁研究開発局企画課長補佐（総括担当）。
1993年06月25日：科学技術庁原子力局政策課原子力利用推進官。
1994年04月01日：科学技術庁原子力局調査国際協力課国際原子力協力企画官（併）原子力局政策課原子力利用推進官。
1994年06月01日：（免）原子力局政策課原子力利用推進官。
1994年09月01日：科学技術庁長官官房会計課予算企画調査官。
1996年06月25日：科学技術庁科学技術振興局研究基盤課地域科学技術振興企画官。
1998年04月01日：科学技術庁科学技術振興局研究基盤課長。
2000年01月24日：宇宙開発事業団国際部調査役。
2003年01月01日：文部科学省大臣官房付。
2003年01月10日：文部科学省研究振興局ライフサイエンス課長。
2004年07月01日：内閣府参事官（原子力担当）（政策統括官（科学技術政策担当）付）。
2006年07月11日：文部科学省大臣官房会計課長。
2008年07月11日：文部科学省大臣官房審議官（高等教育局担当）。
2009年07月14日：日本原子力研究開発機構理事。
2012年01月06日：文部科学省研究開発局長。
2013年07月00　：文部科学省大臣官房長。
2015年08月04日：文部科学審議官（科学技術担当）。
2017年01月20日：文部科学事務次官。
2017年03月00　：文部科学省天下り問題に関して懲戒処分（厳重注意）を受けた。
2017年12月01日：文部科学省日本ユネスコ国内委員会委員。
2018年07月04日：（命）科学技術・学術政策局長事務取扱。
2018年07月27日：（免）科学技術・学術政策局長事務取扱。
2018年09月21日：文部科学省汚職事件において懲戒処分（3ヵ月間の10分の1の減給）を受け、同日付で事務次官を辞職。
2019年06月27日：半導体エネルギー研究所取締役。
2019年09月01日：高砂熱学工業顧問。
2019年12月25日：光エンジニアリングサービス特別顧問。
2020年04月01日：獨協国際医学教育研究財団顧問、玉川大学学術研究所先端知能・ロボット研究センター（AIBot研究センター）教授。
2020年00　00　：材料科学技術振興財団理事長。